# Vifredo II da Cerdanha
Vifredo II da Cerdanha (c. 970 – São Martinho do Canigou, 1050) foi Conde da Cerdanha entre 998 e 1035 e Conde de Berga entre 1003 e 1035.
Era filho do conde Oliba Cabreta e de Ermengarda de Empúries, e casou-se com Guisla de Pallars. Herdou de seu pai o Condado da Cerdanha em 988, quando o pai decidiu se tornar um monge em Monte Cassino. A mãe foi regente entre 988 e 994. Também recebeu o Condado de Berga em 1003, quando seu irmão Oliva também tornou-se monge.
Participou ativamente na consagração de igrejas e mosteiros como o de São Martinho do Canigou, fundado por ele em 1007 e consagrado em 1009. Lutou pela independência do bispado de Urgel apesar da resistência do bispo de La Seu d'Urgell, que posteriormente seria reconhecido pela igreja como santo, (Armengol de Urgel). Em 1023, chegou um acordo de concórdia entre o Conde de Barcelona e o de Besalú. Besalú
Em 1035, se retirou para o Mosteiro de São Martinho do Canigou, onde foi monge até morrer em 1050.
| Precedido por: Oliba Cabreta | Conde da Cerdanha 988 - 1035 | Sucedido por: Raimundo Vifredo |
| Precedido por: Abade Oliva   | Conde de Berga 1003 - 1035   | Sucedido por: Bernardo I       |